# Termometr IbpB

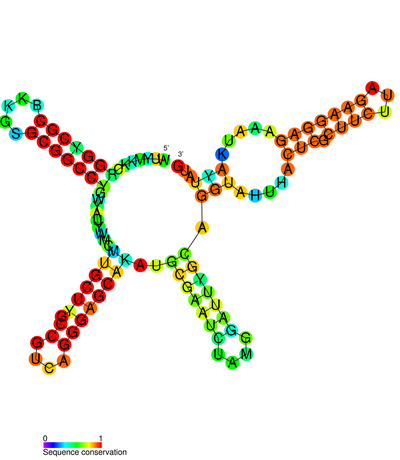
Konserwatywność struktury termometru IbpB

Termometr IbpB – termometr RNA obecny w obrębie operonu ibpAB. Operon ten zawiera dwa geny związane z szokiem cieplnym, kodującym białka IbpA i IbpB (inclusion body binding proteins A and B). Jest podlegającym największej up-regulacji operonem podczas szoku cieplnego u bakterii Escherichia coli.
IbpA regulowany jest poprzez element ROSE (repression of heat shock gene expression element) leżący w regionie 5'-flankującym 5' UTR, podczas gdy IbpB posiada swój własny wrażliwy na zmiany temperatury element związany z cis-regulacją. Aktywność tego termoregulatora została potwierdzona in vitro, nie znaleziono jej jednak in vivo. Sugeruje to istnienie w komórkach bakterii bardziej skomplikowanego operonu.

## Białko IbpB
Białko IbpB, którego ekspresję reguluje termometr IbpB, jest w 48% identyczne z IbpA, jeśli chodzi o sekwencję aminokwasową. Jednakże spełnia ono odmienną rolę w przypadku szoku cieplnego. W przypadku nieobecności IbpB białko IbpA tworzy długie fibryle, niezwykłe jak dla białka szoku cieplnego. IbpB spełnia tutaj rolę ko-szaperonu, zabezpieczając IbpA przed przyjmowaniem takiej formy.
W warunkach szoku cieplnego białko IbpB dysocjuje, uwalniając dwie niewielkie podjednostki, zmieniając też swą strukturę trzeciorzędową. Ta znaczna zmiana konformacji "remarkable conformational transformation" wydaje się być kluczowa dla działania  IbpB jako ko-szaperonu IbpA w warunkach szoku cieplnego.
Wykazano, że IbpB zachowuje aktywność na znaczny czas po nastaniu szoku cieplnego i jego ustaniu.